# Jodid peroksidaza
Jodid peroksidaza (EC 1.11.1.8, tiroidna peroksidaza, jodotirozinska dejodaza, jodinaza, jodoperoksidaza (hem tip), jodidna peroksidaza-tirozinska jodinaza, jodotirozinska dejodinaza, monojodotirozinska dejodinaza, tiroperoksidaza, tirozinska jodinaza, TPO) je enzim sa sistematskim imenom jod:vodonik-peroksid oksidoreduktaza. Ovaj enzim katalizuje sledeću hemijsku reakciju
(1) 2 jodid + 2O2 + 2 H+ {\displaystyle \rightleftharpoons } dijodin + 2H2O
(2) [tiroglobulin]--tirozin + jodid + 2O2 {\displaystyle \rightleftharpoons } [tiroglobulin]-3-jodo--tirozin + 22O
(3) [tiroglobulin]-3-jodo--tirozin + jodid + 2O2 {\displaystyle \rightleftharpoons } [tiroglobulin]-3,5-dijodo--tirozin + 22O
(4) 2 [tiroglobulin]-3,5-dijodo--tirozin + 2O2 {\displaystyle \rightleftharpoons } [tiroglobulin]-L-tiroksin + [tiroglobulin]-aminoakrilat + 22O
(5) [tiroglobulin]-3-jodo--tirozin + [tiroglobulin]-3,5-dijodo--tirozin + 2O2 {\displaystyle \rightleftharpoons } [tiroglobulin]-3,5,3'-trijodo--tironin + [tiroglobulin]-aminoakrilat + 22O
Tiroidna peroksidaza katalizuje biosintezu tiroidnih hormona L-tiroksina i trijodo--tironina.

## Literatura
- Nicholas C. Price; Lewis Stevens (1999). Fundamentals of Enzymology: The Cell and Molecular Biology of Catalytic Proteins (Third изд.). USA: Oxford University Press. ISBN 019850229X.
- Eric J. Toone (2006). Advances in Enzymology and Related Areas of Molecular Biology, Protein Evolution (Volume 75 изд.). Wiley-Interscience. ISBN 0471205036.
- Branden C; Tooze J. Introduction to Protein Structure. New York, NY: Garland Publishing. ISBN 0-8153-2305-0.
- Irwin H. Segel. Enzyme Kinetics: Behavior and Analysis of Rapid Equilibrium and Steady-State Enzyme Systems (Book 44 изд.). Wiley Classics Library. ISBN 0471303097.

## Spoljašnje veze
- Iodide+peroxidase на 